# Радемакерс, Фонс
Фонс Радемакерс (нидерл. Fons Rademakers, 5 сентября 1920, Розендал — 22 февраля 2007, Женева) — нидерландский режиссёр и актёр.

## Биография
Обучался в Амстердамской Академии драматического искусства. Начал карьеру как актёр и театральный режиссёр. Во время Второй мировой войны служил в Армии, попал в плен, но был отпущен. В 1943 году бежал в Швейцарию, где оставался до конца войны. Вернувшись в Амстердам в возрасте 35 лет начал снимать кино, став ассистентом у Чарльза Крайтона, Жана Ренуара, а затем у Витторио де Сика.
«Деревня у реки» (1958) — его первый фильм и первый в голландском кино, номинированный на «Оскар». В 1986 году его фильм «Нападение» получил «Оскар» в номинации Лучший иностранный фильм.
В 1987 году получает приз «Золотой телёнок» за вклад в развитие нидерландской культуры (Cultuurprijs).

## Избранная фильмография
- «Деревня у реки» (1958; Dorp aan de rivier) — номинирован на «Оскар» и «Золотой медведь».
- «Коллеги, прекратите шум» (1960; Makkers, staakt uw wild geraas) — «Серебряный медведь» на Берлинском международном фестивале; номинирован на «Золотой медведь».
- «Нож» (1961; Het mes) — номинирован на «Золотую пальмовую ветвь».
- «Как две капли воды» (1963; Als twee druppels water).
- «Мира» (1971; Mira) — участие в Каннском кинофестивале; приз жюри на международном кинофестивале Корона Корк; Diploma of Merit Эдинбургского международного кинофестиваля.
- «Из-за кошек» (1973; Because of the Cats \ Niet voor de poezen).
- «Макс Хавелар» (1976; Max Havelaar of de koffieveilingen der Nederlandsche handelsmaatschappij) — Специальный приз жюри на международном кинофестивале в Тегеране (1977); Почётный приз международного кинофестиваля в Неаполе (1978); Премия «Бодил» за лучший неамериканский фильм в Дании (1981).
- «Мой друг» (1979; Mijn Vriend).
- «Нападение» (1986; De aanslag) — «Оскар» в номинации Лучший иностранный фильм.
- «Розовый сад» (1989; The Rose Garden) — актриса Лив Ульман была номинирована за роль Габриелы Фройнд на кинопремию «Золотой глобус».